# Daniel van Ryckeghem
Daniel van Rijckeghem (también escrito Van Ryckeghem) es un ciclista belga nacido el 29 de mayo de 1945 en Meulebeke y fallecido el 28 de mayo de 2008 en la misma ciudad. Fue profesional de 1966 a 1973.

## Palmarés
1966
- 1 etapa del Tour del Norte

1967
- Gran Premio de Fráncfort
- 1 etapa de la Vuelta a Suiza
- 3 etapas de la Volta a Cataluña
- Halle-Ingooigem
- A través de Flandes
- Kuurne-Bruselas-Kuurne

1968
- 2 etapas del Tour de Francia
- 2 etapas de la Vuelta a Suiza

1969
- Circuito de la Frontera
- 1 etapa del Tour del Norte

1970
- A través de Flandes
- E3 Harelbeke
- Premio Nacional de Clausura
- 1 etapa de la Dauphiné Libéré
- Elfstedenronde

1971
- Gran Premio de Isbergues

## Resultados en Grandes Vueltas y Campeonatos del Mundo
Durante su carrera deportiva ha conseguido los siguientes puestos en las Grandes Vueltas y en los Campeonatos del Mundo en carretera:
| Carrera         | 1966 | 1967 | 1968 | 1969 | 1970 | 1971 | 1972 | 1973 |
| --------------- | ---- | ---- | ---- | ---- | ---- | ---- | ---- | ---- |
| Giro de Italia  | -    | -    | -    | -    | -    | -    | -    | -    |
| Tour de Francia | -    | -    | 46.º | -    | 67.º | -    | Ab.  | -    |
| Vuelta a España | -    | -    | -    | -    | -    | -    | -    | -    |
| Mundial en Ruta | -    | 7º   | -    | -    | -    | -    | -    | -    |

-: no participa